# Loxaspilates biformata
Loxaspilates biformata är en fjärilsart som beskrevs av Inoue 1983. Loxaspilates biformata ingår i släktet Loxaspilates och familjen mätare. Inga underarter finns listade i Catalogue of Life.